# آرتزفي باختشينيان
آرتزفي باختشينيان  (أرمينية: Արծվի Բախչինյան، مواليد 1971 في يريفان) هو عالم فيزياء أرمني، باحث في السينما، أرمينيولوجي، دكتور في علم اللغة.

## السيرة الذاتية
تلقى آرتزفي باختشينيان درجة الدبلوم في اللغة والأدب الأرمنية من جامعة يريفان الحكومية في عام 1993. وقد شارك في أبحاث عن الأرمن المشهورين، والفن والثقافة الأرمنية لسنوات عديدة. نشر باختشينيان أول كتاب له، وهم من أصل أرمني، في عام 1993. يحتوي الكتاب على سيرة موجزة لأرمن مشهورين عاشوا وعملوا في بلدان أجنبية. نُشرت الطبعة الثانية المنقحة والمنتهية من الكتاب في عام 2002. منذ عام 2001 يشغل باختشينيان منصب نائب رئيس الفرع الأرمني في FIPRESCI، وهو عضو في لجنة تحكيم المهرجانات السينمائية الدولية. وهو يتعاون مع مهرجان «المشمش الذهبي» في مهرجان يريفان الدولي منذ إنشائه في عام 2004. باختشينيان هو منسق لجنة التحكيم لمهرجان ريمانيميا السينمائي.
من عام 1993 إلى عام 1996 درس باختشينيان في الماجستير بعد التخرج في معهد الأدب من الأكاديمية الوطنية للعلوم في جمهورية أرمينيا (دكتوراه في 1996). في 1993-1996 عمل كسكرتير علمي وببليوغرافي في غرفة الكتاب الوطنية في أرمينيا. في 1993-1997 عمل كمنسق تنفيذي لبرنامج البحوث والأمين العلمي في مركز البحوث الأرمنية للعلوم الإنسانية (ARCH). في 1996-1997 كان باحثًا زائرًا في معهد اللغات الأفروآسيوية، جامعة أوبسالا، السويد. عملت في الفترة 1998-2000 كمنسقة للفنون والثقافة / شرق شرق / النشر / مكتبة البرامج في معهد المجتمع المفتوح (OSI)، الفرع الأرمني. في 2002-2003 عمل كخبير ثقافي وعلمي في المركز الأرميني للدراسات الوطنية والدولية. منذ عام 2009 وهو باحث في معهد التاريخ، الأكاديمية الوطنية للعلوم في جمهورية أرمينيا.
في عام 2010، بدأ مشروعًا فريدًا: ترجمة قصة «الأيدي» للكاتبة الأرمينية ألدا غرين بـ 35 لغة ونشرها في مجلد واحد.
كان باخشينين أيضاً عضواً في جوقة «هوفر» الأرمنية، التي سجلت أغنية لأروم إيجويان «أرارات».

## الببليوغرافيا المختارة
- Ծագումով հայ են (أصولهم أرمنية)، 1993.
- Նապոլեոն Բոնապարտը եւ հայերը (نابليون بونابرت والأرمن)، 2003.
- Հայաստան-Սկանդինաւիա. պատմա-մշակութային առնչություններ (أرمينيا-اسكندنافيا: علاقات تاريخية ثقافية)، 2003.
- Հայազգի գործիչներ (أرمن بارزين من العصور القديمة حتى الوقت الحاضر)، 2002.
- Հայերը համաշխարհային կինոյում (الأرمن في السينما العالمية)، 2004.
- أرمينيا-السويد: اتصالات تاريخية ثقافية، 2006.
- Հայերը համաշխարհային պարարվեստում (الأرمن في فن الرقص العالمي)، 2016.[6]

## الروابط الخارجية
- https://archive.today/20130113144320/http://www.mirtv.ru/show.php?id=10810&templ=news
- https://web.archive.org/web/20111002070558/http://www.golos.am/index.php?option=com_content&task=view&id=3453&Itemid=54
- www.hoverchoir.org